# دریاچه زیاده‌شور

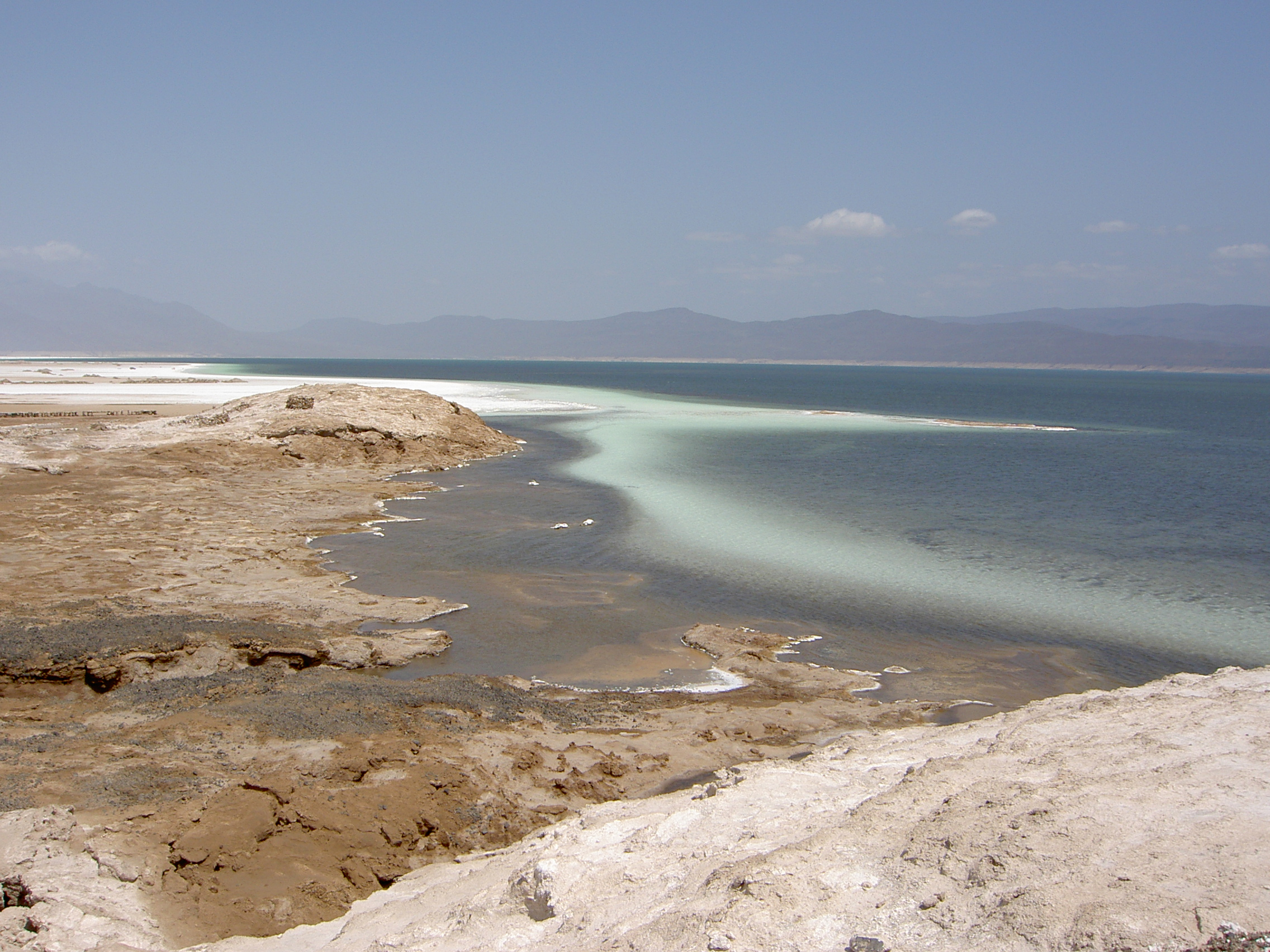
دریاچه عسل در جیبوتی، شورترین دریاچه دنیا در بیرون از جنوبگان

دریاچه زیاده‌شور (انگلیسی: Hypersaline lake) به پهنه آبی بسته‌ای گفته می‌شود که غلظت سدیم کلرید یا دیگر نمک‌ها در آن به اندازه‌ای است که میزان شوری آب آن بالاتر از شوری آب دریا (۳٫۵٪ یا ۳۵ گرم در لیتر) است.
شورترین پهنه آبی دنیا آبگیر دون خوان است که در دره‌های خشک مک‌موردو در جنوبگان قرار دارد. حجم آن حدود ۳٬۰۰۰ متر مکعب است ولی به‌طور پیوسته این مقدار در حال تغییر است. شوری آب آبگیر دون خوان بیش از ۴۴٪ (۱۲ برابر شورتر از آب اقیانوس) است که باعث می‌شود حتی در سرمای ۵۰- درجه سلسیوس نیز یخ نزند. پهنه‌های آبی زیاده‌شور بزرگ‌تری نیز در دره‌های خشک مک‌موردو وجود دارد مانند دریاچه واندا که شوری آب آن بیش از ۳۵٪ (۱۰ برابر شورتر از آب اقیانوس) است ولی این دریاچه در زمستان یخ می‌بندد.
شورترین دریاچه در بیرون از جنوبگان دریاچه عسل در جیبوتی است که شوری آن حدود ۳۴٫۸٪ (۱۰ برابر شورتر از آب اقیانوس) است. احتمالاً شناخته‌شده‌ترین دریاچه‌های زیاده‌شور دنیا دریای مرده (با شوری ۳۴٫۲٪ در سال ۲۰۱۰) و دریاچه نمک یوتا در ایالت یوتای آمریکا (با شوری متغیر بین ۵ تا ۲۷٪) هستند. دریای مرده که اسرائیل و کرانه باختری فلسطین را از اردن جدا می‌کند، ژرف‌ترین دریاچه زیاده‌شور دنیا است و تالاب آراروآما در برزیل بزرگ‌ترین دریاچه زیاده‌شور دنیا به‌شمار می‌رود. دریاچه نمک یوتا با وجود وسعت سه برابری نسبت به دریای مرده به دلیل ژرفای کم‌تر، نوسان بسیار بیشتری در مقدار شوری آب نسبت به دریای مرده دارد و شوری آب آن در کمترین رکورد حدود ۷٫۷ برابر شوری آب دریاست، ولی در زمانی که سطح آب دریاچه بالا است شوری آب آن به اندازه‌ای کاهش می‌یابد که فقط اندکی از آب دریا شورتر است.